# Västra Streiksjön
Västra Streiksjön är en sjö i Storumans kommun i Lappland och ingår i Umeälvens huvudavrinningsområde. Sjön har en area på 0,118 kvadratkilometer och ligger 483,1 meter över havet. Sjön avvattnas av vattendraget Långbäcken.

## Delavrinningsområde
Västra Streiksjön ingår i det delavrinningsområde (719181-156775) som SMHI kallar för Ovan Lillbäcken. Medelhöjden är 501 meter över havet och ytan är 63,02 kvadratkilometer. Det finns inga avrinningsområden uppströms utan avrinningsområdet är högsta punkten. Långbäcken som avvattnar avrinningsområdet har biflödesordning 3, vilket innebär att vattnet flödar genom totalt 3 vattendrag innan det når havet efter 286 kilometer. Avrinningsområdet består mestadels av skog (53 procent) och sankmarker (42 procent). Avrinningsområdet har 0,19 kvadratkilometer vattenytor vilket ger det en sjöprocent på 0,3 procent.